# Peggy Verbeeck
Peggy Verbeeck is een personage uit de Vlaamse soapserie Thuis. Peggy werd gespeeld door Sally-Jane Van Horenbeeck vanaf de eerste aflevering in 1995. Ze speelde mee tot 2001 (seizoen 6), vertrok naar Canada en had een gastrol in 2003 en 2006, maar ze maakte in 2008 (seizoen 13) haar comeback om op 2 september 2016 (seizoen 22) uit de serie te verdwijnen. Ze vertrok met haar jeugdliefde Bennie naar Portugal om er zijn hotel te gaan uitbaten. In het 24e seizoen maakte Peggy opnieuw een korte comeback.

## Biografie
Peggy is de enige dochter van Rosa Verbeeck en wanneer Luc Bomans terugkomt uit Amerika, moet Rosa toegeven dat diens broer Frank de effectieve vader is. Ze is dus ook de halfzus van Bianca Bomans en Kaat Bomans. Bianca en Peggy zijn niet alleen halfzussen, maar ook dikke vriendinnen en nichten. Peggy heeft een boon voor Bennie De Taeye, maar Bennie is niet de ideale jongen: hij dealt en gebruikt drugs en steelt goederen die hij opbergt in de stallen van Ter Smissen. Hij stak de stallen in brand en Frank kon Peggy maar net uit de vlammen redden. Peggy kiest uiteindelijk toch voor Robbe Canaerts.
Later begint ze een relatie met Kristoff Verbist, de broer van Eva. Na deze relatie vertrekt ze uit België. Ze gaat werken op een cruiseschip. Een jaar later staat Peggy er terug en begint een relatie met Yves, die werkt in Kapsalon Rosa. Rosa, die zelf stiekem verliefd is op Yves, ontslaat hem. Het komt weer tot een breuk tussen moeder en dochter en vertrekt.
Ze komt nog terug voor de trouw tussen Rosa en Waldek Kozinsky (afl.1295) en voor de begrafenis van Frank (afl.2036-2045), die zijn eigen dood in scène had gezet. Later gaat ze weer werken in Canada in een reisbureau.
Vele jaren later staat Peggy er terug. Rosa is in de wolken. Peggy is zwanger van een Canadees en is wanhopig. Als Tom De Decker en Bianca terugkomen uit Canada, gaat de bal aan het rollen. Tom blijkt er een geheime relatie op na te houden met Peggy en is dus de vader van het kind. Peggy kan niet voor het kind zorgen en staat het af aan Ann De Decker. In april wordt Sandrine geboren. Later beginnen Tom en Peggy weer een affaire. Wanneer Tom niet kan kiezen, hakt Peggy de knoop door. Ze licht iedereen in en het komt tot een definitieve breuk tussen Tom en Bianca. Peggy herstart haar relatie met Tom en spant een rechtszaak aan om Sandrine terug te krijgen. Dit verliezen ze en Sandrine wordt definitief toegewezen aan Ann. Peggy raakt weer zwanger, maar na een val van een paard wordt er bij haar eierstokkanker ontdekt. Peggy wil in eerste instantie haar eierstokken laten wegnemen na de bevalling, maar op aanraden van haar familie en vrienden beslist ze om niet te wachten. Omwille van de behandeling is ze daardoor genoodzaakt het kind te laten aborteren. Door het weghalen van de eierstokken zal ze geen kinderen meer kunnen krijgen.
Peggy raakt na het verlies in een depressie. Tom probeert haar op te vrolijken, maar dat lukt hem niet. Peggy kan het niet verkroppen dat Tom nog altijd toenadering zoekt tot Robin, het kind dat hij heeft met Bianca. Peggy neemt haar leven terug in handen en neemt, door de afwezigheid van Femke, De Noorderzon over. Nadat Tom verneemt dat Peggy op de hoogte was dat Bianca en Mo met Robin naar Marokko zouden vluchten, verbreekt hij de relatie. Door de breuk tussen Femke en Peter zoekt Peter troost bij Peggy. Peggy gaat een relatie aan met Peter. Tom en Femke kunnen dit niet verkroppen en zo geraakt Femke verslaafd aan pillen met codeïne.
Een zekere Axel boekt in De Noorderzon een groepsreis voor de medewerkers van zijn bedrijf. Peggy wordt verliefd op hem en start een relatie. Enige tijd later komt Axel zijn beklag doen over de reis en wil De Noorderzon dagvaarden wegens contractbreuk en dreigt tevens om zijn ervaringen met De Noorderzon te publiceren via diverse media. Peggy geeft toe dat er inderdaad onregelmatigheden zijn gebeurd, maar dat Axel haar tijdens de reis had moeten bellen. Uiteindelijk ziet Axel af van zijn plan en beiden starten terug een relatie. Peggy begint te beseffen dat Axel haar enkel gebruikt voor seksuele doeleinden en verbreekt alle contact. Axel kan dit niet verkroppen en verkracht Peggy op een avond in De Noorderzon. Axel wordt veroordeeld en belandt in de gevangenis. Hij krijgt ook contactverbod. Enige tijd na zijn vrijlating blijkt er een aanzienlijke som geld uit de kluis te zijn verdwenen. Peggy denkt dat Axel de dader is, hoewel de diefstal door haar stiefbroer Kasper werd gepleegd. Uit vrees voor een nieuwe aanranding koopt Peggy een busje pepperspray. Wanneer Peggy enkele dagen later De Noorderzon wil afsluiten, hoort ze een inbreker. Ze gebruikt de pepperspray op hem waardoor hij ongelukkig ten val komt. De inbreker blijkt uiteindelijk Kasper die het gestolen geld kwam terugbrengen. Kasper wordt hersendood verklaard en sterft enkele dagen later. Hoewel het een spijtig ongeval was, wil Waldek dit niet inzien en wil hij evenmin Peggy vergeven of nog zien. Daarbij komt ook nog dat Ann De Decker heeft beslist dat Peggy Sandrine niet meer mag zien nadat Sandrine in contact is gekomen met cocaïne die door een drugsbende in de Zus & Zo werd verborgen. Peggy kan de dood van Kasper niet aan en verkoopt De Noorderzon aan Jens De Belder. Peggy start een relatie met Peter Vlerick en de twee besluiten om te trouwen.
Op een dag wordt Peggy's taxi gecarjackt door een overvaller. Tim Cremers schiet op de auto waardoor Peggy tegen een geparkeerde vrachtwagen botst. Door dit ongeval geraakt Peggy blind. Enige tijd later wordt een donor gevonden en kan Peggy terug zien. Echter wordt het weefsel een paar weken later afgestoten. Haar huwelijk met Peter loopt op de klippen nadat blijkt dat hij de vader is van Femke's baby. Peggy kan de druk niet meer aan en neemt een overdosis slaapmiddelen in, maar Toon Vrancken vindt haar tijdig, waardoor ze het overleeft. 
Peggy zint op wraak waarbij Toon haar initieel helpt: zo beschadigen ze de auto van Peter en plegen enkele hijgtelefoontjes naar Femke. Uiteindelijk lijkt Peggy tot inkeer gekomen te zijn. Peggy tracht Toon te verleiden, maar hij wijst haar af. Nadat Peggy verneemt dat Sandrine, Ann en Mayra gaan verhuizen naar Kaapverdië slaat ze door. Ze ontvoert tijdens de slotaflevering van seizoen 19 Lucas De Grote, de baby van Peter en Femke, en wil met hem zelfmoord plegen in de vijver.
Peggy wordt tegengehouden door haar vader Frank Bomans. Lucas wordt teruggeven aan Peter en Femke maar die doen haar een proces aan. Peggy vertelt aan de politie dat zij Lucas hoorde huilen en dat zij met hem ging wandelen in het park. Ze liep verloren, maar kwam haar vader tegen. Het proces wordt geannuleerd en Peggy laat zich opnemen in een instelling. Iedereen in de Zus & Zo weet het echte verhaal op Leo na. Wanneer Leo dit per toeval te weten komt, is hij zo kwaad dat hij dit tegen Nancy vertelt. Peggy is zeer boos op Leo en reageert dit af op alle anderen van de Zus & Zo. Wanneer Nancy tegen Femke de waarheid vertelt, wil Femke Peggy wurgen. Dit mislukt omdat Peter net optijd tussen beide kan komen. Peggy en Femke krijgen een contactverbod voor 6 weken. Peggy kan Femke en Peter overtuigen dat Leo het eerdere gesprek verkeerd had geïnterpreteerd en blijft bij haar verklaring. Omwille van de ontvoering beslist Ann dat Peggy Sandrine niet meer mag zien.
Peggy leert Renzo Fierens kennen en start met hem een relatie. Op het verjaardagsfeest van Waldek zegt Peggy dat hij haar de dood van Kasper nog altijd niet heeft vergeven. Waldek is het gemopper van Peggy beu en laat Rosa kiezen tussen hem en Peggy. Peggy komt dit te weten en gaat bij Frank en Simonne wonen. Peggy verkoopt haar aandelen van Taxi Leo aan Simonne, niet wetende dat Simonne deze doorverkoopt aan Femke. Peggy pikt dit niet en gaat weg bij Frank en Simonne. Peggy koopt ook de aandelen van de Zus & Zo over van haar tante, Jenny. Renzo gaat met Ann praten en kan haar overhalen zodat Peggy Sandrine terug mag zien.
Peter en Femke worden de nieuwe eigenaars van de gebouwen van Zus & Zo nadat ze Luc chanteerden: deze laatste liet valse facturen opstellen. Peter en Femke kondigen aan dat het huurcontract met Rosa en Peggy niet zal worden verlengd en dat zij binnen het jaar moeten verhuizen. Peggy, Renzo en Rosa gaan eerst in tegenaanval, maar Rosa komt tot het besef dat ze nooit zullen kunnen winnen en beslist om uit de zaak te stappen. Wanneer Lucas zich dreigt te verbranden aan een vuurkorf, kan Peggy hem net tegenhouden. Peter denkt echter dat Peggy Lucas opzettelijk wil verbranden en valt haar aan. Femke en Renzo komen tussen beide. Peggy en Renzo starten een rechtszaak tegen Peter. Uiteindelijk is Peggy van mening dat ze de rechtszaak moet annuleren. Ze hoopt de slechte band tussen haar en de rest te verbeteren door eindelijk op te biechten dat ze destijds samen met Lucas zelfmoord wilde plegen in de vijver. Tot haar verbazing heeft dit net het omgekeerde effect. Renzo kende het juiste verhaal niet en verbreekt de relatie.
Omdat de Zus & Zo toch sluit, verkopen Peggy en Rosa hun bestelwagen aan Lucas Events (LEV), de firma van Peter en Femke. Na de verkoop van de wagen mist Peggy een cd. Ze zoekt deze in de bestelwagen en vindt deze onder de wagen. Zowel Eddy als Rosa zijn hier getuige van. De volgende dag hebben Femke en Lucas een auto-ongeval waarbij Lucas overlijdt. Uit onderzoek blijkt dat iemand de remleidingen heeft gesaboteerd. Iedereen is van mening dat Peggy dit gedaan heeft hoewel zij het tegendeel beweert. Nadat Rosa en Frank hun dochter aangeven, wordt Peggy aangehouden. Niet veel later blijkt dat Eddy Van Notegem de dader is. Hij en Peter wilden wraak nemen op Peggy, maar Eddy wist niet dat de bestelwagen van Zus & Zo was verkocht aan Peter en Femke. Peggy wordt vrijgelaten en gaat aan de slag als poetsvrouw. Ze blijft wonen in het huis dat ze samen met Renzo huurde. Later verhuist ze naar het appartement van haar moeder Rosa. 

### Vertrek en einde personage Peggy
Wanneer ze het bureel van Tom De Decker aan het poetsen is komt ze een oude bekende tegen. Niemand minder als haar eerste lief Bennie De Taeye. De twee praten heel wat bij en spreken ook veel af. Bennie blijkt intussen gescheiden te zijn en heeft twee kinderen: Johanna en Tiago. Hij heeft een hotel in Portugal. Al snel vloeit de liefde tussen de twee terug over. Peggy heeft niets meer in België en wil naar het buitenland. Eerst zou ze met haar halfzus Bianca Bomans meegaan naar Marokko maar later besluit ze om met haar oude liefde Bennie mee te gaan. Ze neemt ook afscheid van Sandrine, haar enige dochter, van haar moeder Rosa en vader Frank. Haar tante Jenny en nonkel Leo en vertrekt op 2 september 2016 naar Portugal met Bennie. Dit is ook het einde van haar personage.Verder wordt ze nog af en toe eens vermeld door Rosa maar ze komt niet meer in beeld. Peggy keerde eenmalig terug voor de trouw van Rosa.

## Trivia
- In seizoen 1 raakte bekend dat Peggy geboren is op 8 september. Daar zij toen één jaar ouder was dan Bianca, wordt aangenomen dat haar geboortedatum 8 september 1977 is.